# بیلا پود پرادیدم
بیلا پود پرادیدم (به چکی: Bělá pod Pradědem) یک منطقهٔ مسکونی در جمهوری چک است که در ناحیه یسنیک واقع شده‌است. بیلا پود پرادیدم ۹۲٫۱۲ کیلومتر مربع مساحت و ۱٬۸۲۶ نفر جمعیت دارد و ۴۷۴ متر بالاتر از سطح دریا واقع شده‌است.